# Distrito de Saint-Martin-Saint-Barthélemy
El distrito de Saint-Martin-Saint-Barthélemy es un distrito (en francés arrondissement) de Francia, que se localiza en el département Guadalupe (en francés Guadeloupe), de la région Guadalupe. Cuenta con 3 cantones y 2 comunas.
La capital de un departamento se llama subprefectura (sous-préfecture). Cuando un departamento contiene la prefectura (capital) del departamento, esa prefectura es la capital del distrito, y se comporta tanto como una prefectura como una subprefectura.

## División territorial

### Cantones
Los cantones del distrito de Saint-Martin-Saint-Barthélemy son:
1. Saint-Barthélemy
2. Saint-Martin cantón primero
3. Saint-Martin cantón segundo

### Comunas
Los comunas, con sus códigos, del distrito de Saint-Martin-Saint-Barthélemy son:
1. Saint-Barthélemy (97123)
2. Saint-Martin (97127)